# 7478 Hasse
7478 Hasse eller 1993 OA4 är en asteroid i huvudbältet som upptäcktes den 20 juli 1993 av den belgiske astronomen Eric W. Elst vid La Silla-observatoriet. Den är uppkallad efter den tyske organisten och kompositören Peter Hasse.
Asteroiden har en diameter på ungefär 4 kilometer och den tillhör asteroidgruppen Koronis.